# Alois Höller
Alois Höller, né le 15 mars 1989 à Wiener Neustadt, est un footballeur autrichien. Il évolue aux postes de défenseur et milieu de terrain.

## Palmarès
- Champion d'Autriche de D2 en 2015 avec le SV Mattersburg